# Ozan Yılmaz
Ozan Yılmaz (* 1. Februar 1988) ist ein türkischer Fußballspieler.

## Karriere
Im Jahr 2007 wechselte Yilmaz von der U-19 in die 1. Mannschaft der SG Wattenscheid 09. Zwei Jahre lang spielte er mit dem Club in der Oberliga Westfalen und der darauffolgenden NRW-Liga, der damals fünfthöchsten Spielklasse. Im Sommer 2009 wechselte er zum Ligakonkurrenten Schwarz-Weiß Essen. Mit dem Verein gewann er den Niederrheinpokal, im Finale konnte Rot-Weiss Essen mit 2:1 bezwungen werden. In der darauffolgenden Spielzeit 2010/11 bestritt er sein erstes Spiel im DFB-Pokal gegen Alemannia Aachen. Die Partie ging mit 1:2 verloren, somit schied SW Essen in der 1. Runde aus. Yilmaz verließ den Club im Sommer 2011.
Am 1. Juli 2011 wechselte er zu Fortuna Köln. Der Verein war in der Saison zuvor, aus der NRW-Liga in die Regionalliga West aufgestiegen. Am 29. Mai 2013 gewann er mit Fortuna den Mittelrheinpokal. Beim Finale in Bonn wurde Alemannia Aachen mit 2:1 besiegt. Somit nahm er in der Spielzeit 2013/14 wieder am DFB-Pokal teil. In der 1. Hauptrunde bekam Yilmaz und die Fortuna es mit dem 1. FSV Mainz 05 zu tun. Fortuna Köln schied mit 1:2 aus. In derselben Saison gelang der Aufstieg in die 3. Liga. Nach dem 1. Platz in der RL West und dem Triumph über die 2. Mannschaft des FC Bayern München. Sein Debütspiel in der 3. Liga gab er am 16. Mai 2015, dem 37. Spieltag. Aufgrund einer Beckenverletzung fiel er bis dato aus. Bei der Partie gegen den SV Wehen Wiesbaden kam er für Dino Bišanović, in der 58. Minute ins Spiel. Am Ende gewann Fortuna mit 2:1. Zur Saison 2016/17 wechselte Yilmaz zu seinem alten Verein SG Wattenscheid 09 zurück. In der Winterpause löste er seinen Vertrag wieder auf und wechselte Ende Januar 2017 zum Oberligisten SpVgg Erkenschwick. Im Sommer 2018 kehrte er zu seinem Jugendverein TSV Marl-Hüls zurück. Auch bedingt durch die Insolvenz seines Vereins bestritt er kein Spiel für seinen Verein. Im Sommer 2020 wechselte zum SuS Hervest-Dorsten.

## Autounfall
Am späten Dienstagabend des 29. Oktober 2013, zog er sich nach einem schweren Autounfall unter anderem einen Beckenbruch zu. Sein Comeback auf dem Platz, feierte er 564 Tage später am 16. Mai 2015.

## Erfolge
- Niederrheinpokal-Sieger: 2010
- Mittelrheinpokal-Sieger: 2013
- Regionalliga West-Meister und Aufstieg: 2014